# Eugène Guillaume (architecte)
Pour les articles homonymes, voir Eugène Guillaume et Guillaume.
Eugène Louis Guillaume est un architecte rennais. Élève de Jean-Baptiste Martenot, il est l’auteur de plusieurs bâtiments rennais dont le siège de L'Ouest-Éclair avec ses fils Charles et René Guillaume (1885-1945).